# Hecho científico
Hecho científico, el concepto de hecho propio de la ciencia, no tiene una definición universalmente aceptada:
- Según el empirismo lógico (concepción heredada de la filosofía de la ciencia), es una observación verificable y objetiva, en la que los hechos se identifican con las observaciones.

- Según el realismo científico, es un acontecimiento que puede ser descrito de manera verificable y objetiva.[cita requerida]

La diferencia entre estas dos posiciones filosóficas (más precisamente epistemológicas) es muy profunda, pues mientras que la primera supone que los humanos solo tenemos acceso a los fenómenos (fenomenismo), la segunda afirma que el acceso a la realidad, si bien indirecto (a través de modelos o teorías) y parcial (solo con algún grado de verdad), es posible. En otras palabras, para el fenomenismo solo hay datos científicos (aunque se les llame "hechos"), en tanto que para el realismo hay hechos (reales) que pueden ser descritos mejor o peor por los datos científicos.
Se suele contraponer hecho científico a teoría. Esta consiste en una explicación o interpretación de los hechos. La mencionada contraposición también tiene diferentes consecuencias según la epistemología subyacente: para el realista, contraponer hecho a teoría supone contraponer una cosa real (un objeto concreto) a una idea de la cosa (un objeto conceptual). Para el fenomenista, tal contraposición se presenta entre dos objetos conceptuales: el "hecho" (mejor mentado como "dato") y el modelo o teoría que sistematiza o explica ese dato.
En Filosofía de la ciencia, se ha cuestionado (notablemente por Thomas Kuhn, pero también por otros) si los hechos científicos (o sea, datos) son siempre dependientes de la teoría en algún grado (ya que saber qué hechos medir y cómo medirlos requiere alguna presuposición sobre los hechos mismos). Esta es la tesis de la carga teórica de la observación. 
En el terreno de los estudios sociales de la ciencia, los hechos científicos se entienden generalmente como entidades que existen dentro de complejas estructuras sociales de confianza, acreditación, instituciones y prácticas individuales. Es decir, como construcciones conceptuales que no son "datos" (dadas).